# Technological University Dublin

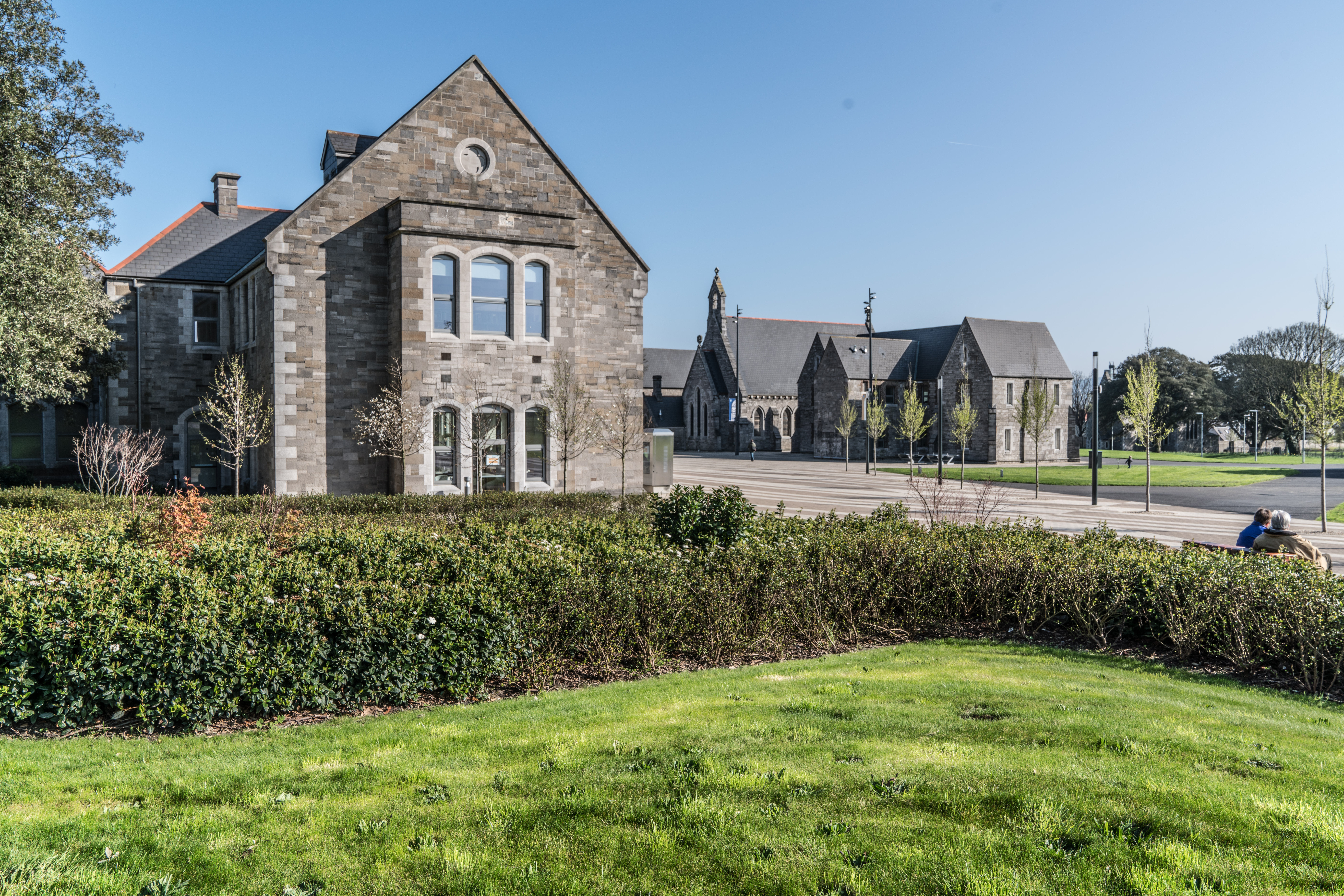
DIT City Centre Campus in Grangegorman

Die Technische Universität Dublin (kurz: TU Dublin, englisch Technological University Dublin, irisch Ollscoil Teicneolaíochta Bhaile Atha Cliath) ist seit 2019 Irlands erste reine Technische Universität und sitzt in Dublin. Die in ihr aufgegangene City of Dublin Technical School reicht bis in das Jahr 1887 zurück. Die TU Dublin ist mit 28.500 Studenten Irlands zweitgrößte Hochschule. Die Universität ist Rechtsnachfolger von drei Dubliner Hochschulen: dem Dublin Institute of Technology, dem Institute of Technology, Blanchardstown und dem Institute of Technology, Tallaght. Im Times Higher Education (THE) des Jahres 2021 landet die TU Dublin auf Platz 801-100 der Welt sowie auf Platz 201–300 gemessen am wissenschaftlichen Einfluss. Das QS World University Rankings listet die TU Dublin auf Platz 801–1000.

## Geschichte
Die TU Dublin wurde in ihrer heutigen Form am 1. Januar 2019 offiziell gegründet. Es ging nach einer siebenjährigen Zusammenarbeit zwischen den drei Partnerinstituten Institute of Technology Blanchardstown (ITB), Dublin Institute of Technology (DIT) und Institute of Technology Tallaght (ITT) hervor, die in der TU aufgingen. Die Vorgängerhochschule Dublin Institute of Technology aus dem Jahr 1887 war die erste technische Bildungseinrichtung in Irland. Die Universität besteht somit aus drei Campi:
- City Campus (DIT)
- Campus Blanchardstown (ITB)
- Campus Tallaght (ITT)

Die angebotenen Studiengänge umfassen die Bereiche Wissenschaft, Kunst, Wirtschaft, Technik und Technologie.

## Fakultäten

### Colleges
Die TU Dublin besteht aus fünf Colleges und zahlreichen Forschungsinstituten.

#### Graduate Research School
Die Graduate Research School bietet Promotionsstudien in folgenden Fächern an:
- Environment, Energy & Health
- Information, Communications & Media Technologies
- New Materials & Devices
- Society, Culture & Enterprise.

Doktoranden sind Mitglieder dieser Schule zusätzlich zu ihrer Fachschule.

#### College of Sciences & Health
- School of Biological & Health Sciences
- School of Chemical & Pharmaceutical Sciences
- School of Computing
- Food Science & Environmental Health
- School of Mathematical Sciences
- School of Physics & Clinical & Optometric Sciences

#### College of Engineering & Built Environment
- Dublin School of Architecture
- Civil Engineering
- Electrical & Electronic Engineering
- Mechanical and Design Engineering
- Multidisciplinary Technologies
- Surveying & Construction Management
- School of Transport Engineering, Environment and Planning

#### College of Business
- Accounting & Finance
- Management
- Marketing
- Retail & Services Management
- Graduate Business School

#### College of Arts & Tourism
- Dublin School of Creative Arts
- School of Culinary Arts & Food Technology
- Hospitality Management & Tourism
- School of Languages, Law & Social Sciences
- School of Media
- Conservatoire of Music & Drama